# Гештальтпсихология
Гешта́льтпсихоло́гия (от нем. Gestalt — «целостный образ, форма») — общепсихологическое направление и немецко-австрийская школа 1910—1930-х годов, связанные с изучением зрительного восприятия, «визуального мышления» и психологии личности. В качестве основополaгающего принципа гештальтпсихология выдвигает принцип целостности. Основана Максом Вертгеймером, Вольфгангом Кёлером и Куртом Коффкой в 1912 году.

## Основные теоретические положения
Гештальтпсихология обязана своим появлением немецким психологам Максу Вертгеймеру, Курту Коффке и Вольфгангу Кёлеру, выдвинувшим программу изучения психики с точки зрения целостных структур — гештальтов. Появление школы обычно восходит к 1912 году и публикации основополагающей статьи о восприятии движения Макса Вертгеймера. Выступая против выдвинутого психологией принципа расчленения сознания на элементы и построения из них сложных психических феноменов, они предлагали идею целостности образа и несводимости его свойств к сумме свойств элементов. По мнению этих теоретиков, предметы, составляющие наше окружение, воспринимаются чувствами не в виде отдельных объектов, а как организованные формы. Восприятие не сводится к сумме ощущений, а свойства фигуры не описываются через свойства частей. Собственно гештальт являет собой функциональную структуру, упорядочивающую многообразие отдельных явлений.
Первичными данными психологии являются целостные структуры (гештальты), в принципе не выводимые из образующих их компонентов. Гештальтам присущи собственные характеристики и законы, в частности, «закон группировки», «закон отношения» (фигура/фон).
Позднее принципы гештальта были применены к мотивации, социальной психологии и личности, в частности, Куртом Левиным. А также к эстетике и экономическому поведению. Традиции гештальтпсихологии продолжились в перцептивных исследованиях, предпринятых Рудольфом Арнхеймом и Гансом Валлахом в США.
Предшественниками гештальтпсихологии были немецкий поэт Иоганн Вольфганг фон Гёте (1749–1832), австрийский физик, философ и психолог Эрнст Мах (1838–1916) и особенно австрийский философ Кристиан фон Эренфельс (1859–1932).
Кристиан фон Эренфельс, один из предшественников гештальтпсихологии, ещё в начале XX века подчёркивал, что «целое — это некая реальность, отличная от суммы его частей».
Гештальт (нем. Gestalt — форма, образ, структура) — пространственно-наглядная форма воспринимаемых предметов, чьи существенные свойства нельзя понять путём суммирования свойств их частей. Одним из ярких тому примеров, по Кёлеру, является мелодия, которая узнаётся даже в случае, если она транспонируется в другие тональности. Когда мы слышим мелодию во второй раз, то, благодаря памяти, узнаём её. Но если её тональность изменится, мы все равно узнаем мелодию как ту же самую.

Если сходство двух явлений (или физиологических процессов) обусловлено числом идентичных элементов и пропорционально ему, то мы имеем дело с суммами. Если корреляция между числом идентичных элементов и степенью сходства отсутствует, а сходство обусловлено функциональными структурами двух целостных явлений как таковых, то мы имеем гештальт.
— Карл Дункер.
Гештальтпсихология возникла из исследований восприятия. В центре её внимания находится характерная тенденция психики к организации опыта в доступное пониманию целое. Например, при восприятии букв с «дырами» (недостающими частями) сознание стремится восполнить пробел, и мы узнаём целую букву.

### Принципы гештальтизма
Все вышеперечисленные свойства восприятия — константы, фигура, фон — вступают в отношения между собой и являют новое свойство. Это и есть гештальт, качество формы. Целостность восприятия и его упорядоченность достигаются благодаря следующим принципам:
- близость (стимулы, расположенные рядом, имеют тенденцию восприниматься вместе),

Принцип близости. Правая часть рисунка воспринимается как три столбика.

- схожесть (стимулы, схожие по размеру, очертаниям, цвету или форме, имеют тенденцию восприниматься вместе),

Принцип схожести. Рисунок воспринимается как строки, а не как колонки.

- целостность (восприятие имеет тенденцию к упрощению и целостности),
- замкнутость (отражает тенденцию завершать фигуру так, что она приобретает полную форму),

Принцип замкнутости. Рисунок воспринимается не как отдельные отрезки, а как круг и прямоугольник.

- смежность (близость стимулов во времени и пространстве. Смежность может предопределять восприятие, когда одно событие вызывает другое),
- общая зона (принципы гештальта формируют наше повседневное восприятие наравне с научением и прошлым опытом. Предвосхищающие мысли и ожидания также активно руководят нашей интерпретацией ощущений).

### Гештальт-качества
Сформировавшиеся гештальты всегда являются целостностями, завершёнными структурами, с чётко ограниченными контурами. Контур, характеризующийся степенью резкости и замкнутостью или незамкнутостью очертаний, является основой гештальта. Одним из фундаментальных свойств гештальта является стремление к завершённости, проявляющееся, в частности, эффектом Зейгарник.
При описании гештальта употребляется также понятие важности. Целое может быть важным, члены — неважными, и наоборот. Фигура всегда важнее основы — фона. Важность может быть распределена так, что в результате все члены оказываются одинаково важными (это редкий случай, встречающийся, например, в некоторых орнаментах).
Члены гештальта могут иметь различные ранги. Так, например, в круге: 1-му рангу соответствует центр, 2-й ранг имеет точка на окружности, 3-й — любая точка внутри круга. Каждый гештальт имеет свой центр тяжести, который выступает или как центр массы (например, середина в диске), или как точка скрепления, или как исходная точка (создаётся впечатление, что эта точка служит началом для построения целого, например, основание колонны), или как направляющая точка (например, остриё стрелы).
Качество «транспозитивности» проявляется в том, что образ целого остаётся, даже если все части меняются по своему материалу, например, если это — разные тональности одной и той же мелодии, но может теряться, даже если все элементы сохраняются, как в картинах Пикассо (например, рисунок Пикассо «Кот»).
В качестве основного закона группировки отдельных элементов был постулирован закон прегнантности (Prägnanz). Прегнантность (от лат. praegnans — содержательный, обременённый, богатый) — одно из ключевых понятий гештальтпсихологии, означающее завершённость гештальтов, приобретших уравновешенное состояние, «хорошую форму». Прегнантные гештальты имеют следующие свойства: замкнутые, отчётливо выраженные границы, симметричность, внутренняя структура, приобретающая форму фигуры. При этом были выделены факторы, способствующие группировке элементов в целостные гештальты, такие как «фактор близости», «фактор сходства», «фактор хорошего продолжения», «фактор общей судьбы».
Закон «хорошего» гештальта, провозглашённый Метцгером (1941), гласит: «Сознание всегда предрасположено к тому, чтобы из данных вместе восприятий воспринимать преимущественно самое простое, единое, замкнутое, симметричное, включающееся в основную пространственную ось». Отклонения от «хороших» гештальтов воспринимаются не сразу, а лишь при интенсивном рассматривании (например, приблизительно равносторонний треугольник рассматривается как равносторонний, почти прямой угол — как прямой).

## Константы восприятия

### Константность размера
Константность размера состоит в том, что воспринимаемый размер объекта остается постоянным, вне зависимости от изменения размера его изображения на сетчатке глаза. Восприятие простых вещей может показаться естественным или врождённым. Однако в большинстве случаев оно формируется через собственный опыт. Так, в 1961 году, Колин Тернбулл отвёз пигмея, жившего в густых африканских джунглях, в бескрайнюю африканскую саванну. Пигмей, никогда не видевший объектов на большом расстоянии, воспринимал стада буйволов как скопища насекомых, пока его не подвезли поближе к животным.

### Константность формы
Константность формы заключается в том, что воспринимаемая форма объекта постоянна при изменении формы на сетчатке. Достаточно посмотреть на эту страницу сначала прямо, а затем под углом. Несмотря на изменение «картинки» страницы, восприятие её формы остается неизменным.

### Константность яркости
Константность яркости заключается в том, что воспринимаемая яркость объекта постоянна при изменяющихся условиях освещения. Естественно, при условии одинакового объекта и фона.

## Фигура и фон
Простейшее формирование восприятия заключается в выделении в зрительном восприятии объекта как фигуры, расположенной на фоне. Выделение фигуры из фона и удержание её в качестве объекта восприятия включает психофизиологические механизмы. Клетки головного мозга, получающие визуальную информацию, при взгляде на фигуру реагируют более активно, чем при взгляде на фон (Lamme, 1995). Фигура всегда выдвинута вперед, фон — отодвинут назад, фигура богаче фона содержанием, ярче фона. И мыслит человек о фигуре, а не о фоне. Однако их роль и место в восприятии определяется личностными, социальными факторами. Поэтому становится возможным явление обратимой фигуры, когда, например, при длительном восприятии, фигура и фон меняются местами.

## Вклад
Гештальтпсихология к 20-м годам XX столетия заняла достаточно прочные позиции в Германии. Но её дальнейшему развитию помешала политика. В 1933 году правительство Адольфа Гитлера изгнало всех евреев, работавших в германских университетах. Макс Вертгеймер и Курт Коффка были евреями, и они вместе с остальными ведущими гештальтпсихологами эмигрировали в США. Однако в США в то время господствовал бихевиоризм, придерживавшийся совершенно иного подхода, и гештальтпсихология не смогла занять в этой стране столь же видное место, какое ей удалось занять в Германии. В результате гештальтпсихология прекратила своё существование в качестве отдельной научной школы в 60-е годы XX столетия вместе со смертью Вольфганга Кёлера.
Гештальтпсихология считала, что целое не выводится из суммы свойств и функций его частей (свойства целого не равны сумме свойств его частей), а имеет качественно более высокий уровень. Гештальтпсихология изменила прежнее воззрение на сознание, доказывая, что его анализ призван иметь дело не с отдельными элементами, а с целостными психическими образами.
Гештальтпсихология выступала против ассоциативной психологии, расчленяющей сознание на элементы.
Гештальтпсихология наряду с феноменологией и психоанализом легла в основу гештальт-терапии Ф. Перлза, который перенёс идеи гештальтпсихологов с когнитивных процессов до уровня миропонимания в целом.
Один из основателей гуманистической и трансперсональной психологии Абрахам Маслоу при создании своей теории самоактуализации воспользовался образом Макса Вертгеймера, которого он считал одним из образцов самоактуализированной личности.

## Аналог в индийской философии
Акрити (дев. अकृति IAST: akṛti от корня kṛ «проявлять», с префиксом ā) — наблюдаемая индивидуальная форма вещи, конфигурация, силуэт, очертание, абрис (ср. «эйдос» греч. философии и совр. понятие «гештальт»). Термин используется в дискуссиях о значении слова, его отношении к объекту и ритуальному действию.